# Lage Knape

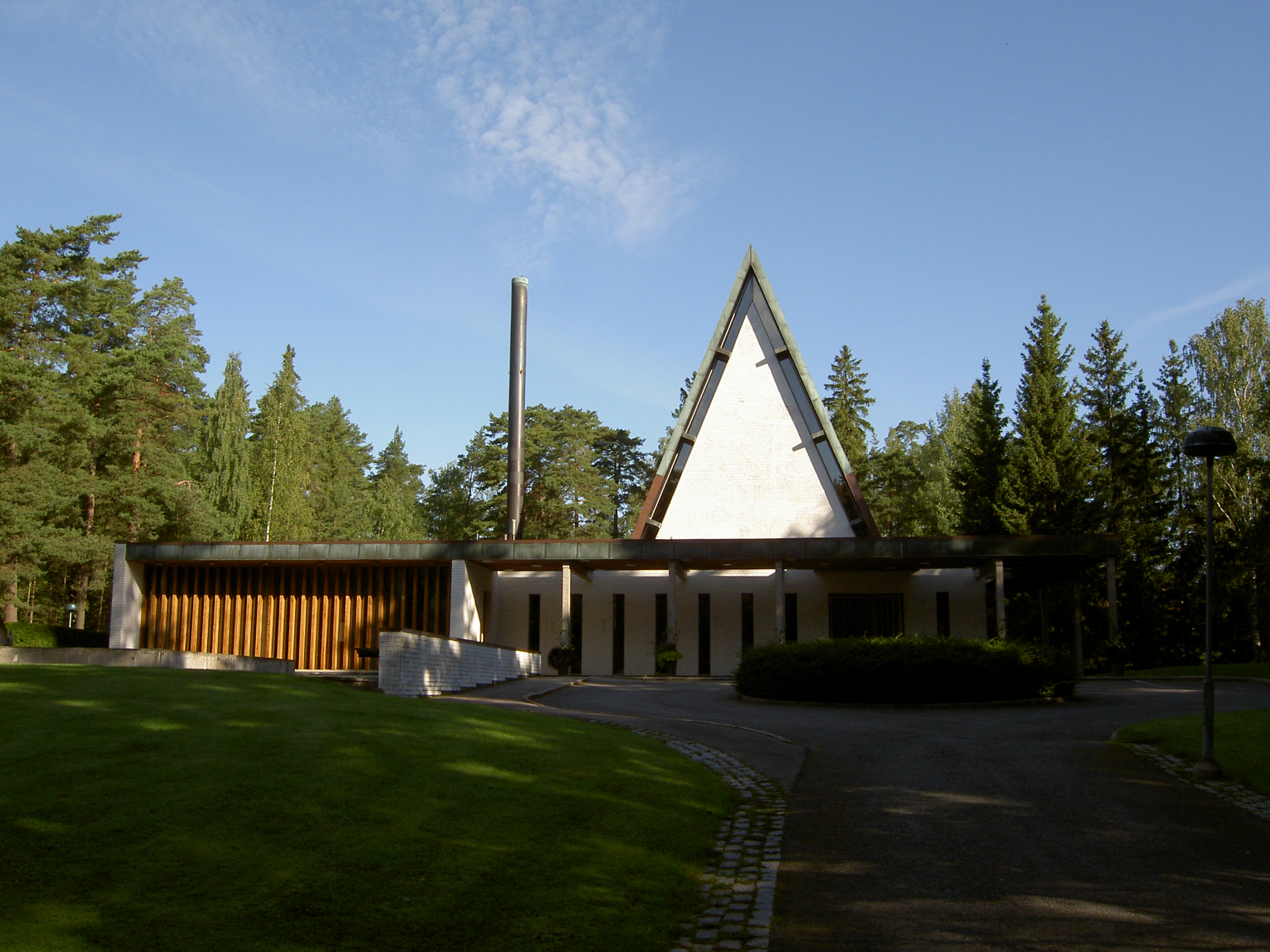
Silverdalskapellet

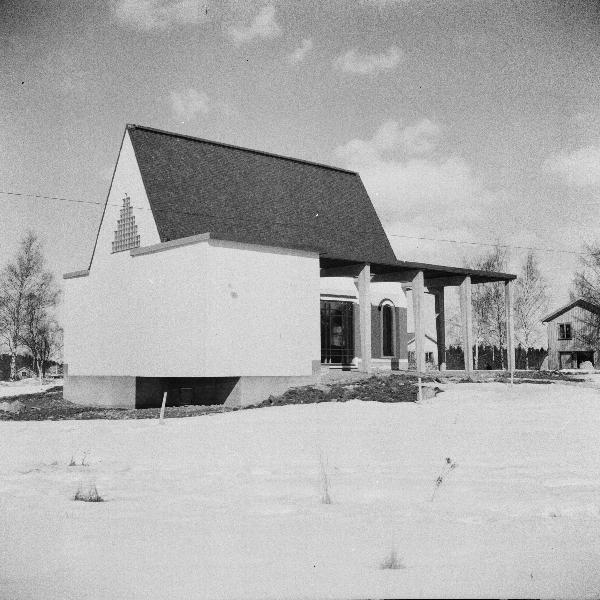
Kummelby kyrka

Lage Knape, född 27 februari 1910 i Östra Fågelviks församling, död 10 augusti 1999 i Täby, var en svensk arkitekt.
Knape föddes utanför Karlstad men flyttade redan 1918 med familjen till Överby gård på Resarö i Österåkers landskommun. Efter studentexamen vid Södra Latin 1928 inledde han en officersbana inom flottan. Han examinerades som arkitekt från Kungliga tekniska högskolan 1937 och började därefter arbeta på Flygförvaltningen.
1941 blev han stadsarkitektassistent i Kristinehamn, och senare samma befattning i Karlskrona och stadsarkitekt i Säffle 1944-1946. 1947 tillträdde han tjänsten som stadsarkitekt i Sollentuna köping . Han medverkade i framtagandet av den unga köpingens första generalplan och kom att rita fyra skolor, tre kyrkor, pensionärsbostäder, ålderdomshem och flera smärre bostadsområden. 
Efter pensioneringen 1974 ägnade han sig åt landskapsmåleri, framför allt i sin hembygd Roslagen, och skrev boken Sollentuna socken blir stadsbygd : utvecklingshistorisk översikt 1945-1974 som utkom 1989.

## Verk i urval
- Akademiska roddföreningens båthus 1935, tillsammans med Folke Löfström.
- Vallen 26, Säffle, 1948
- Linden 16, Säffle, 1952
- Elverk i Säffle
- Häggviksskolan, 1956
- Silverdalskapellet i Sollentuna kommun, 1956-1957.
- Kummelby kyrka i Sollentuna kommun, 1956-1957 (riven 1999).